# Minos Dounias
Minos Emanoel Dounias (griechisch Μίνως Εμανοήλ Δούνιας, * 26. September 1900 in Cetate, Rumänien; † 20. Oktober 1962 in Athen) war ein bedeutender griechischer Geiger, Musikwissenschaftler und Musikkritiker des 20. Jahrhunderts.

## Leben
Minos Dounias entstammte einer wohlhabenden griechischen Kaufmannsfamilie und wurde am 26. September 1900 in Rumänien geboren. Bald nach seiner Geburt zog seine Familie nach Konstantinopel. Dort besuchte er von 1914 bis 1921 das Robert College, lernte das Geigenspiel und war Mitglied eines Streichquartetts und eines Orchesters. Anschließend ging er nach Deutschland und studierte von 1921 bis 1925 Violine an der Berliner Musikhochschule bei Andreas Moser und Georg Kulenkampff. Danach absolvierte er von 1925 bis 1932 an der Fakultät für Archäologie, Philosophie und Musikwissenschaft der Universität Berlin bei Hermann Abert und Arnold Schering ein Studium der Musikwissenschaft mit dem Schwerpunkt Musiktheorie. Bei Schering wurde er 1932 mit einer Dissertation über Giuseppe Tartinis Violinkonzerte zum Doktor der Musikwissenschaft promoviert.  Diese Arbeit, die 1935 veröffentlicht und 1966 neu aufgelegt wurde, gilt als wichtiger Beitrag zur Tartini-Forschung und zur Musikwissenschaft des Barock im Allgemeinen. Der deutsche Musikwissenschaftler Hans Joachim Therstappen lobte das Werk 1940 in einer Buchbesprechung in der musikwissenschaftlichen Fachzeitschrift Archiv für Musikforschung mit folgenden Worten:

„Diese umfangreiche und hervorragend gearbeitete Darstellung baut auf strengen Forschungsgrundlagen auf. […] Dounias legt 125 Violinkonzerte des Meisters in einem genauen thematischen Katalog fest, reiche Notenbeispiele und Quellenzitate aus Schriften Tartinis und seiner Zeitgenossen betonen die dokumentarische Sicherheit seiner Grundlagen. Aber was seiner Darstellung vor allem Wert verleiht, ist das ehrliche und gelungene Bestreben, […] die Einzelerscheinung in das Gesamtbild der Zeit einzubauen, von der Geschichte der Formen und der Stile durchzudringen zu einer geschichtlichen Erfassung der inneren Kulturkräfte des musikalischen Barock.“

Während seines Studiums an der Universität Berlin heiratete Dounias am 29. September 1927 die deutsche Pianistin Elisabeth Sindermann (1900–1975). Obwohl durch ein Urteil des Landgerichts Berlin III am 17. Januar 1933 festgestellt wurde, dass diese Ehe nicht bestand, führte Elisabeth Dounias-Sindermann noch viele Jahrzehnte in Berlin unter ihrem Ehenamen eine angesehene Pianistenschule.
Wegen des zunehmenden Nationalsozialismus verließ Dounias nach 13 Jahren Deutschland und lebte ab 1934 auf Dauer in Griechenland. In Athen war er viele Jahre als Musikpädagoge am Pierce College des American College of Greece (ACG) tätig. Gleichzeitig spielte er Geige in verschiedenen Streichquartetten, Orchestern und Gruppen für Alte Musik. Im Laufe der Jahrzehnte organisierte er verschiedene Vokalensembles und Instrumentalgruppen, die auf antiken Instrumenten als erste in Griechenland Musik des Spätmittelalters, der Renaissance und des Barock aufführten: die New Hellenic Choral Society (1936–1937), die Choral Society of the Anglo-Hellenic League (1938–1940) und nach Kriegsende die Athens Musical Society (1945–1953).
Dounias schrieb eine Vielzahl von Artikeln für renommierte griechische und ausländische Magazine und Zeitungen und veröffentlichte drei Liedersammlungen. Für die große deutschsprachige Musikenzyklopädie Die Musik in Geschichte und Gegenwart verfasste er Einträge zu bedeutenden griechischen Musikern und Komponisten, darunter Dionysios Lavrangas, sowie zur traditionellen griechischen Volksmusik. Er hielt zahlreiche öffentliche Vorträge und Hörfunksendungen ab. Anfang der 1950er Jahre war er Musikberater der griechischen Rundfunkkommission und von 1950 bis 1961 elf Jahre lang Präsident der Gesellschaft der Freunde von Nikos Skalkottas.
Zudem war Dounias ein einflussreicher Musikkritiker, zunächst von 1936 bis 1949 bei der neu gegründeten Zeitschrift Neoellinika Grammata („Neugriechische Literatur“) und von 1948 bis zu seinem Tod bei der Athener Tageszeitung Kathimerini. Es gelang ihm, durch seine Beiträge „den Standard des griechischen Musikgeschmacks an[zu]heben“.
Minos Dounias starb am 20. Oktober 1962 im Alter von 62 Jahren in Athen an den Folgen einer kurzen Krankheit.

## Nachleben / Gedenken
Eine Auswahl seiner Kritiken wurde 1963 von G. N. Politis als Mousikokritika in Athen herausgegeben.
Anlässlich seines 10. Todesjahres fand am 4. Dezember 1972 im Saal des British Council in Athen eine Gedenkveranstaltung für Dounias statt. Während dieser Veranstaltung wurden Reden gehalten und einige von seinen Werken von angesehenen Solisten aufgeführt.
Dounias’ privates Tagebuch, das er während der Besatzungszeit (1941–1945) geführt hatte, wurde posthum 1987 unter dem Titel Nach 120 Jahren freien Lebens sind wir wieder Sklaven in Buchform veröffentlicht.

## Werke (Auswahl)
- Die Violinkonzerte Giuseppe Tartinis als Ausdruck einer Künstlerpersönlichkeit und einer Kulturepoche. Kallmeyer-Verlag Wolfenbüttel / Berlin 1935.
- Mozarts Sonaten für Orgel und Orchester. (Neue Ausgabe sämtlicher Werke – Serie VI Kirchensonaten, Werkgruppe 16) Bärenreiter, Kassel 1957.(baerenreiter.com).
- 3 Liedersammlungen:
  - Παιδικά τραγούδια (Kinderlieder)
  - Τα πρώτα τραγούδια (Die ersten Lieder)
  - Συλλογή τραγουδιών για σχολική χρήση (Liedersammlung für den Schulgebrauch)
- G. N. Politis (Hrsg.): Mousikokritika [Sammlung von Kritiken], 1963.
- Kyriakos Delopoulos (Hrsg.): Έπειτα Από 120 Χρόνια Ελεύθερης Ζωής Είμεθα Πάλι Σκλάβοι.Το ημερολόγιο κατοχής του Μίνου Δούνια. [Nach 120 Jahren freien Lebens sind wir wieder Sklaven. Das Besatzungstagebuch von Minos Dounias]. Athen 1987, ISBN 978-0-00-050115-8 (griechisch).